# Твердість (етика)
Твердість (також твердість характеру, твердість волі, твердість духу) — риса характеру, що характеризується рішучістю, послідовністю і завзятістю в досягненні цілей або відстоюванні поглядів. Душевна стійкість, непохитність.
У психології з твердістю, крім завзятості, можуть асоціюватися поняття життєстійкості (англ. Hardiness), резильєнтності (англ. Resilience), мотивації досягнення. Ці поняття вивчаються наукою з 1907 року: моменту, коли Вільям Джеймс почав досліджувати яким чином певні особи виробляють риси характеру, що дозволяють їм домагатися більших, ніж у звичайних людей, результатів.